# Escândalo do leite chinês em 2008
O escândalo do leite chinês foi um incidente de segurança alimentar na República Popular da China em 2008 envolvendo leite e fórmula infantil e outros alimentos materiais e componentes, adulterados com melamina. 

## Cronologia

### 2008
- 10 de setembro: A China revela que os 14 bebês ficaram doentes na província chinesa de Gansu.[1]
- 11 de setembro: O Ministério da Saúde da China anuncia que a fórmula de leite produzida por Shijiazhuang, na sede do Grupo Sanlu Dairy, foi contaminada por melamina.[2]
- 11 de setembro: O Grupo Sanlu anuncia um recall nacional de 700 toneladas de leite em pó.[3][4]
- 13 de setembro: Dezenove pessoas são presas em relação ao escândalo de leite contaminado.[1][2]
- 15 de setembro: Pequim confirma que dois bebês são as primeiras mortes da contaminação. O vice-presidente do Grupo Sanlu pede desculpas ao público.[1][5]
- 17 de setembro: O Ministério da Saúde da China anuncia que mais de 6.244 bebês tinham doentes.[4][6]
- 19 de setembro: A melamina é encontrada no leite comum de três empresas com grandes partes de mercado.[1][2]
- 20 de setembro:Singapura proíbe todos os produtos lácteos da China com melamina após testar o leite de morango Dutch Lady produzido na China.[2]
- 22 de setembro: Taiwan, Filipinas, Brunei e Burundi proíbem todos os produtos lácteos da China.[2]
- 23 de outubro: Mais seis pessoas são presas em conexão com o escândalo de leite contaminado.[1]
- 24 de dezembro: O Grupo Sanlu é declarado falido por um tribunal de Shijazhuang.[7][6]
- 31 de dezembro: Começa o julgamento dos quatro executivos da empresa Sanlu.[1]

### 2009
- 2 de janeiro: As empresas envolvidas no escândalo pedem desculpas em uma mensagem de texto de Ano Novo em massa.[1]
- 22 de janeiro: A ex-presidente do Grupo Sanlu é condenada à prisão perpétua e dois homens, acusados de vender leite em pó infantil com melamina, condenados à morte.[7][8]
- 24 de novembro: Dois homens da empresa Sanlu são executados por causa do escândalo.[1][9]